# أيس
الأيس كلمة مشتقة من أيس وهو لفظ مهجور منه اشتقت كلمة ليس، والأيس هو الوجود. وفي كلام عن الله تعالى قال الكندي هو مؤيس الأيسات عن ليس أي خالق الموجودات من العدم. المؤيس هو الموجد والتأييس التأثير والإيجاد.